# Demchugdongrub
Demchugdongrub (chiń. De Wang 德王, mong. Demçigdonrob, ur.8 lutego 1902, zm. 23 maja 1966) – działacz niepodległościowy w Mongolii Wewnętrznej, w latach 1936–1945 lider Mengjiangu, który był zależny od Japonii.

## Życiorys
Był księciem z mongolskiego plemienia Chaharów. Podobnie jak ojciec obracał się w sferach władzy Mongolii Wewnętrznej. W 1931 został namiestnikiem prefektury Xilin Gol.
W latach 30. zaangażował się w ruch panmongolski i stanął na czele ugrupowania domagającego się od rządu chińskiego samostanowienia dla Mongolii Wewnętrznej. Brak porozumienia z rządem w Nankinie spowodował podjęcie przez De Wanga rozmów z Japończykami, którzy w 1935 zgodzili się pomóc w utworzeniu autonomicznego rządu w Mongolii Wewnętrznej.
24 grudnia 1935 z sąsiedniego Mandżukuo wkroczyły do Mongolii Wewnętrznej japońskie oddziały. 12 maja 1936 Demchugdongrub stanął na czele, utworzonego przez Japończyków, marionetkowego państwa Mengjiang.
Po klęsce Japonii w 1945 De Wang zamieszkał pod nadzorem chińskiego rządu w Pekinie. Udało mu się osiągnąć porozumienie z władzami Kuomintangu, na mocy którego w sierpniu 1949 stanął na czele autonomicznego regionu w zachodniej części Mongolii Wewnętrznej. W grudniu 1949 w obawie przez zbliżającą się Armią Ludowo-Wyzwoleńczą zbiegł do Mongolii.
W lutym 1950 został aresztowany przez mongolski rząd i w sierpniu deportowany do ChRL, gdzie został uwięziony. Wyszedł na wolność w 1963 i do końca życia pracował w muzeum w Hohhot.